# Javier McFarlane
Javier Arturo McFarlane Olazabál (né le 21 octobre 1991 à Lima) est un athlète péruvien, spécialiste notamment du 110 m haies.
Son meilleur temps sur 110 m haies de 13 s 57 qu'il a obtenu à trois reprises en 2014, deux fois à São Paulo le 2 août et une fois à Mexico le 16 août.
C'est le frère de Jorge McFarlane, devant lequel il remporte le titre des Jeux sud-américains de 2014. Son frère Jorge le bat d'un centième à Lima pour le podium des Championnats d'Amérique du Sud d'athlétisme 2015. En mai 2016, il porte son record à 13 s 55 pour remporter le titre de Champion ibéro-américain à Rio de Janeiro. Le 26 juin 2016, il améliore ultérieurement ce record à 13 s 52  (0.0) à Cali (Pedro Grajales).